# Clarkcoma
Clarkcoma is een geslacht van slangsterren uit de familie Ophiocomidae.

## Soorten
- Clarkcoma australis (H.L. Clark, 1928)
- Clarkcoma bollonsi (Farquhar, 1908)
- Clarkcoma canaliculata (Lütken, 1869)
- Clarkcoma pulchra (H.L. Clark, 1928)